# داير (الريف الشرقي)
داير (بالفارسية: دایر) هي منطقة سكنية تقع في إيران في قسم الريف الشرقي الريفي. يقدر عدد سكانها بـ 24 نسمة .